# José Dammert Chávarri
José Dammert (Quito, 23 de septiembre de 1989) es un actor y modelo peruano, reconocido por su rol estelar de Eduard en la película italiana Tell no one (Come non detto) y el personaje antagónico en la teleserie Al fondo hay sitio como Camilo de la Borda.

## Biografía
Dammert incursionó en la actuación a los 13 años de edad, teniendo papeles secundarios en obras de teatro y televisión. A los 18 años, decidió irse a Roma a perseguir una carrera de actor, logrando protagonizar la película Come Non Detto.[cita requerida]

### Carrera artística
José Dammert debuta en la televisión en el 2010 en un rol secundario con el personaje de Matt en la adaptación "live" italiana del sitcom español Lola & Virginia.
Dos años después, logra un papel coprotagónico en la comedia italiana Come Non Detto, dirigida por Ivan Silvestrini, cuya dirección gana un galardón en los Golden Graal Student's Chocie Awards.
Inicia su participación en la televisión peruana en la serie de televisión "Al fondo hay sitio" en 2016, en el papel de Camilo de la Borda y emitido por América Televisión. 
En 2017, regresa a América Televisión para tener un segundo rol antagónico en la TV como Rafael en Mujercitas. Allí comparte set con reconocidas actrices nacionales como Carolina Cano y María Grazia Gamarra.
Ese mismo año, participa en la obra de teatro "La Pícara Suerte", donde tiene el papel protagónico de Felipe.
Para 2018, José Dammert logra estar en cine, teatro y televisión. Actúa en la controversial obra teatral "Corpus Christi" compartiendo roles con Pedro Pablo Corpancho, Carlos Casella y Giovanni Arce.
Por otro lado, tiene un rol coprotagónico en la conmovedora película Utopía como Guillermo Vilogrón. Más tarde ese mismo año, regresaría a la comedia para darle vida a Diego, un papel protagónico en la película peruana "No es lo que Parece".
Finalizando el 2018, Dammert se uniría al elenco principal de "Ultimo 5 Caccia ai Narcos" en una coproducción ítalo-mexicana.
En 2019, regresa a América Televisión para tener un rol secundario en Señores Papis como Piero.
En 2020, participa como antagonista en el episodio: "El inquilino", de La rosa de Guadalupe: Perú, interpretando a Moisés.
En 2022, participa como invitado especial en la serie Junta de vecinos como Lázaro, y también participa en la secuela de Luz de luna, interpretando a Simón Medrano, en un rol antagónico.

## Filmografía

### Televisión

#### Series y telenovelas
| Año       | Título                       | Personaje                   | Notas                           | Ref. |
| --------- | ---------------------------- | --------------------------- | ------------------------------- | ---- |
| 2008      | La Pre                       | Gino                        | Rol Secundario                  |      |
| 2011      | Lola & Virginia: Live Action | Matt                        | Rol Secundario                  |      |
| 2016      | Al fondo hay sitio           | Camilo De La Borda Orbegoso | Reparto recurrente              |      |
| 2017      | Mujercitas                   | Rafael García Espinoza      | Rol Antagónico Principal        |      |
| 2017–2018 | Con mi novio no te metas     | José "Pepe"                 | Rol Protagónico                 |      |
| 2018–2019 | El último Bastión            | Valentín                    | Rol Recurrente                  |      |
| 2018      | Ultimo 5 - Caccia ai Narcos  | Santiago Aguilar            | Rol Coprotagónico               |      |
| 2019      | Sres. Papis                  | Piero Carrera               | Rol Secundario                  |      |
| 2020      | Aislados, La serie           | Bernardo Duarte             | Rol Protagónico                 |      |
| 2020–2021 | Brigada de Monstruos         | Uri Naste                   | Rol Principal                   |      |
| 2021      | Los otros libertadores       | Rafael Ramírez de Arellano  | Rol Secundario                  |      |
| 2022      | Junta de vecinos             | Lázaro «Lazarus»            | Reparto recurrente              |      |
| 2022      | Luz de luna 2                | Simón Medrano Melsa         | Reparto principal (Antagonista) |      |
| 2024      | La CQ: nuevo ingreso         | Humberto                    | Rol recurrente                  |      |

#### Programas
| Año  | Título          | Rol      | Notas                 | Ref.   |
| ---- | --------------- | -------- | --------------------- | ------ |
| 2016 | Al Aire         | Él mismo | Invitado Especial     | [ 10 ] |
| 2020 | Qué buenos años | Él mismo | Presentador           | [ 11 ] |
| 2020 | Te reto en casa | Él mismo | Concursante (Ganador) | [ 12 ] |
| 2021 | In The Jaus     |          | (Productor)           | [ 13 ] |
| 2022 | Premium Perú TV | Él mismo | Invitado Especial     |        |

### Cine
| Año  | Título                       | Personaje          | Notas             | Ref. |
| ---- | ---------------------------- | ------------------ | ----------------- | ---- |
| 2011 | Welcome to Babylon           |                    | Cortometraje      |      |
| 2011 | Welcome to Babylon           | Rol Secundario     |                   |      |
| 2012 | Tell No One (Come Non Detto) | Eduard             | Rol Coprotagónico |      |
| 2013 | LARPers-to Protect and Play  | Danny              | Cortometraje      |      |
| 2013 | LARPers-to Protect and Play  | Danny              | Rol Principal     |      |
| 2014 | Back to Rome                 | Taylor             | Rol Protagónico   |      |
| 2014 | Under the Series             | Andrea             | Cortometraje      |      |
| 2014 | Under the Series             | Andrea             | Rol Coprotagónico |      |
| 2018 | Utopía, La película          | Guillermo Vilogron | Rol Coprotagónico |      |
| 2018 | Nonno                        |                    | Cortometraje      |      |
| 2018 | Nonno                        | Rol Protagónico    |                   |      |
| 2018 | ¡No es lo que Parece!        | Diego              | Rol Protagónico   |      |
| 2019 | Seductores irresistibles     |                    | Rol Principal     |      |
| 2019 | Paradoja                     | "Pachac"           | Cortometraje      |      |
| 2019 | Paradoja                     | "Pachac"           | Rol Principal     |      |
| 2022 | ¿Quién dijo Detox?           |                    | Rol Principal     |      |
| 2022 | Sugar en aprietos            |                    | Rol Principal     |      |

### Vídeos musicales
| Año  | Título             | Personaje          | Notas             | Ref. |
| ---- | ------------------ | ------------------ | ----------------- | ---- |
| 2016 | O Sole Mío         | Camilo De La Borda | De José Dammert   |      |
| 2016 | Al fondo hay sitio | Camilo De La Borda | De Tommy Portugal |      |
| 2016 | Las Lomas          | Camilo De La Borda | De Tommy Portugal |      |

## Teatro
| Año  | Título                                    | Personaje                | Notas                    | Ref.   |
| ---- | ----------------------------------------- | ------------------------ | ------------------------ | ------ |
| 2017 | La Pícara Suerte                          | Felipe                   | Rol Protagónico          |        |
| 2017 | El otro lado                              | Rodrigo                  | Rol Protagónico          |        |
| 2017 | Mujercitas: El musical                    | Rafael García            | Rol Antagónico Principal |        |
| 2018 | Corpus Christi                            | Judas Iscariote          | Rol Antagónico Principal |        |
| 2019 | Juergues                                  | José                     | Rol Protagónico          |        |
| 2019 | Magia en una Lima de noche                |                          | Rol Secundario           |        |
| 2019 | Se necesita bebé                          | Guillermo Harrison       | Rol Protagónico          | [ 14 ] |
| 2019 | Leonardo y la Máquina de Volar (Monólogo) | Giovanni Francesco Melzi | Rol Protagónico          |        |
| 2020 | Clase Zoom                                | Alumno Rodolfo Iriarte   | Rol Principal            |        |
| 2020 | Tennis                                    |                          | Rol Principal            |        |
| 2020 | Los marcianos llegaron ya                 |                          | Rol Principal            |        |
| 2020 | Juergues (Reposición)                     | José                     | Rol Protagónico          |        |
| 2021 | La Obra Que Sale Mal                      | Chris                    | Rol Protagónico          |        |
| 2021 | Despedida de soltera                      |                          | Rol Protagónico          | [ 15 ] |
| 2021 | Caso Luciana                              |                          | Rol Principal            | [ 16 ] |
| 2022 | Luz de luna: La aventura                  | Simón Medrano            | Rol Antagónico Principal | ref>   |
| 2022 | Peter Pan Que Sale Mal                    | Francis/Chris            | Rol Principal            |        |

## Discografía

### Temas musicales
- «O Sole Mío» (2016) (Tema para Al fondo hay sitio).

### Bandas sonoras
- Al fondo hay sitio (2016).
- Luz de luna 2: Canción para dos (2022).

## Eventos
- Festival de teatro en Italia (2019).[17]

## Premios y nominaciones
| Año  | Premio              | Categoría              | Trabajo                    | Resultado | Ref.   |
| ---- | ------------------- | ---------------------- | -------------------------- | --------- | ------ |
| 2017 | Oficio Crítico      | Mejor Actor de Comedia | La Pícara Suerte           | Nominado  | [ 18 ] |
| 2018 | Cortos de vista     | Mejor Actor            | Nonno                      | Ganador   |        |
| 2019 | Oficio Crítico 2019 | Mejor Actor Secundario | Magia en una Lima de noche | Ganador   |        |